# Heliconius burneyi
Heliconius burneyi är en fjärilsart som beskrevs av Jacob Hübner 1816. Heliconius burneyi ingår i släktet Heliconius och familjen praktfjärilar. Inga underarter finns listade i Catalogue of Life.